# سیریکی دمبله
سیریکی دمبله (انگلیسی: Siriki Dembélé؛ زادهٔ ۷ سپتامبر ۱۹۹۶) بازیکن فوتبال اهل ساحل عاج است.
از باشگاه‌هایی که در آن بازی کرده‌است می‌توان به باشگاه فوتبال پیتربورو یونایتد و باشگاه فوتبال گریمزبی تاون اشاره کرد. سیریکی پسر عمو عثمان دمبله است

## زندگی شخصی
سیریکی دمبله برادر کوچک‌تری به نام کاراموکو دمبله دارد که در باشگاه فوتبال سلتیک اسکاتلند بازی می‌کند. او و برادرش هر دو می‌توانند برای تیم‌های فوتبال ساحل عاج، اسکاتلند و انگلیس بازی کنند.